# Куритиба (агломерация)

Куритиба на карте.

Куритиба (порт. Região Metropolitana de Curitiba)  —  крупная городская агломерация в Бразилии, по названию входящего в неё города Куритиба. Входит в штат Парана. 
Численность населения составляет 3 172 357 человек на 2007 год и 3 466 981 человек на 2014 год (в том числе в границах 2010 года — 3 414 115 человек). Занимает площадь 16582,0 км². Плотность населения — 209,1 чел./км².

## Состав агломерации
В агломерацию входят 29 муниципалитетов,  в том числе город Куритиба, Алмиранти-Тамандаре, Кампина-Гранди-ду-Сул,Пиньяйс и др.

## Статистика
- Валовой внутренний продукт на 2005 составляет 51.168.347.014 реалов (данные: Бразильский институт географии и статистики).
- Валовой внутренний продукт на душу населения на 2005 составляет 16.059,87 реалов (данные: Бразильский институт географии и статистики).
- Индекс развития человеческого потенциала на 2000 составляет 0,824 (данные: Программа развития ООН).